# Cayratia delicatula
Cayratia delicatula är en vinväxtart som först beskrevs av Willems, och fick sitt nu gällande namn av Desc.. Cayratia delicatula ingår i släktet Cayratia och familjen vinväxter. Inga underarter finns listade i Catalogue of Life.